# آزادی را فریاد کن
آزادی را فریاد کن (انگلیسی: Cry Freedom) فیلمی به کارگردانی ریچارد اتنبرا است که در نوامبر سال ۱۹۸۷ منتشر شد. از بازیگران آن می‌توان به دنزل واشینگتن، کوین کلاین، پنه‌لوپه ویلتون و کوین مک‌نالی اشاره کرد. فیلمنامه فیلم مذکور توسط جان بریلی و با اقتباس از نوشته‌های روزنامه‌نگاری به نام دونالد وودز نوشته شده‌است و در قالب کتابی داستانی با همین نام در دسامبر ۱۹۸۷ توسط انتشارات برکلی (Berkley Book) در نیویورک منتشر شده‌است. خلاصه کتاب مذکور به زبان فارسی توسط مترجمان مختلف در ایران به چاپ رسیده‌است و ترجمه کامل آن به زبان فارسی توسط ارسطو خوش‌حساب انجام و در سال 1398 هجری شمسی به همت انتشارات نسل روشن به چاپ رسیده‌است.